# Lightning Bolt (gruppo musicale)
I Lightning Bolt sono un duo noise rock statunitense di Providence, nel Rhode Island, composto da Brian Chippendale alla batteria e alla voce, e da Brian Gibson al basso. Sono uno dei gruppi più famosi connessi alla scena musicale della Rhode Island School of Design (RISD).

## Storia
La banda si formò mentre Chippendale e Gibson frequentavano il RISD, quando Chippendale sentì di un "nuovo ragazzo" che era un mago del basso. Allo stesso tempo, Chippendale stava preparandosi a metter su Fort Thunder, un capannone inutilizzato nel distretto di Providence Olneyville che divenne la casa di diversi artisti e musicisti avant-garde, tra cui Brian Ralph.
Alla fondazione, nel 1994, la formazione iniziale dei Lightning Bolt vedeva Brian Chippendale alla batteria, Brian Gibson al basso, con Hisham Bharoocha alla chitarra e voce, unitosi al gruppo dopo il loro primo show. Chippendale divenne la voce quando Bharoocha lasciò, nel 1996. La sola musica pubblicata ufficialmente con Bharoocha fu una traccia della compilation Repopulation Program. Bharoocha successivamente si unì ai Black Dice come batterista.
Il 5 giugno 2006 fu riportato sul sito del gruppo che i Lightning Bolt sono stati deportati dal Giappone pochi giorni dopo il loro arrivo per continuare il tour dal Regno Unito. I membri del gruppo furono detenuti all'arrivo, perché sprovvisti di permessi di lavoro. Il loro appello ufficiale fu rigettato dopo 48 ore, e furono rimpatriati negli Stati Uniti.

## Registrazioni
I Lightning Bolt hanno pubblicato 5 album: l'omonimo (1999), Ride the Skies (2001), Wonderful Rainbow (2003), Hypermagic Mountain (2005), Earthly Delights (2009) e Oblivion Hunter (2012), tutti dalla Load Records.

## Stile di musica e testi

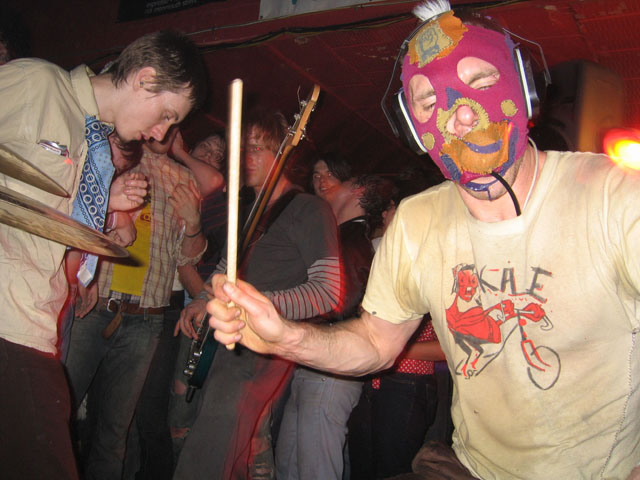
Lightning Bolt Live alla Southgate House nel 2005.

La musica del gruppo si ispira a gruppi noise rock giapponesi come i Boredoms e i Ruins, sebbene sia riconosciuta l'influenza del compositore jazz Sun Ra. Il suono del gruppo consiste nelle percussioni frenetiche e le vocalizzazioni solitamente incomprensibili di Brian Chippendale e nel suono del basso di Brian Gibson.
Chippendale evita l'usuale asta da microfono e il microfono convenzionale, utilizzando invece il tipo di microfono presente nella cornetta del telefono, tenuto in bocca o attaccato a un uncin. Questo microfono viene quindi passato attraverso un processore di effetti per alterare ancora di più il suono. Chippendale usava inoltre un KMD 8021 Drum Exciter, un semplice modulo di sintetizzatore di batteria, azionato dalla grancassa.
Brian Gibson suona il suo basso accordato come un violoncello, a intervalli di quinta (DO SOL RE LA), usando una corda di banjo per il LA alto. Ha usato questa accordatura a quattro corde per diversi anni, ma recentemente ha usato un'accordatura a cinque corde, DO SOL RE LA MI, con corde di banjo per LA e MI. Gibson usa inoltre diversi effetti a pedali, tra cui overdrive, un octaver, un delay e un whammy (Pitch shifter).
Come altri gruppi noise, i Lightning Bolt suonano principalmente una musica estremamente aggressiva e ad alto volume. Nel film The Power of Salad, Gibson attribuisce molto del loro successo al volume:
(Brian Gibson, The Power of Salad)
Poiché il gruppo è composto solo da due membri e due strumenti, il loro suono ha un range alquanto limitato, sebbene spesso ciò sia considerato un fatto positivo. In una recente intervista, Gibson dichiara che le sue esperienze nei Lightning Bolt "mi hanno mostrato il potere di una tavolozza estremamente limitata".
I testi dei Lightning Bolt sono generalmente umoristici e tongue-in-cheek, coprendo argomenti come racconti fantastici, cliché heavy metal, terrorismo, anarchia e supereroi. Occasionalmente entrano in argomenti più politici (come in "Dead Cowboy"), sebbene in un tono umoristico. Le copertine e i titoli degli album e delle canzoni del gruppo sono generalmente fatti in modo irriverente e bambinesco.

## Performance dal vivo

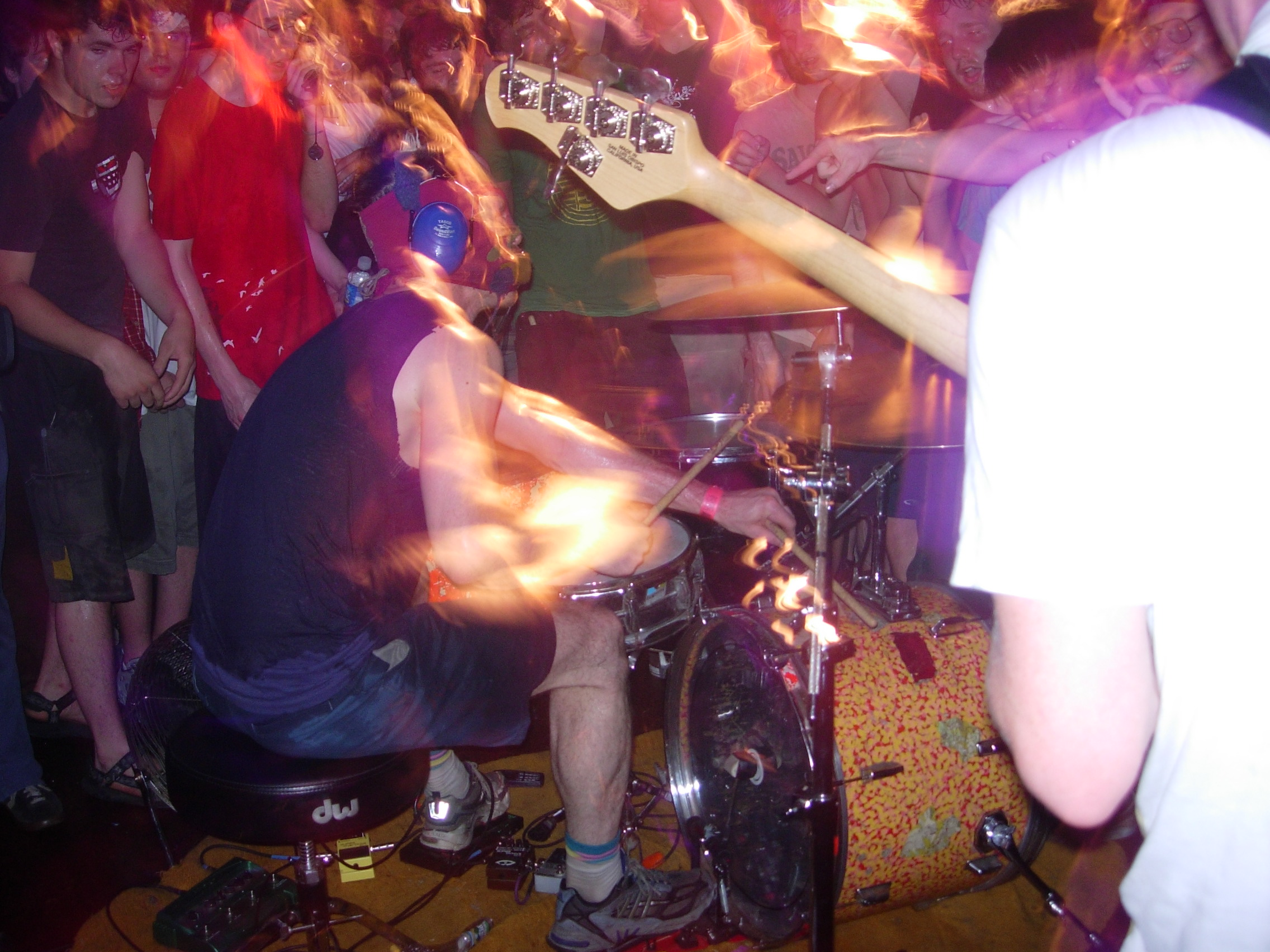
Lightning Bolt live in Philadelphia.

I Lightning Bolt sono conosciuti per il fatto di aver organizzato per un lungo periodo cosiddetti "guerrilla gig" in posti usualmente non frequentati da gruppi "affermati". Preferiscono suonare sul pavimento e non sul palco, creando uno stretto cerchio di spettatori intorno al gruppo. Hanno spesso iniziato a suonare appena pochi secondi dopo che il gruppo precedente finisse, spesso cogliendo di sorpresa il pubblico. Il gruppo si è reso conto che non suonando dal palco solo le prime file di un pubblico di centinaia di persone si gode il sound e lo spettacolo appieno: per non scontentare gran parte del pubblico nel 2014 hanno abbandonato i "guerrilla gig".
Similmente ai propri testi, i Lightning Bolt si presentano ai concerti in modo umoristico. Inoltre, Chippendale spesso indossa una strana maschera vivacemente colorata, messa insieme con pezzi di vestiti e piume finte.
I Lightning Bolt suonavano a mezzogiorno alla porta dello chalet del DJ radio John Peel durante il festival All Tomorrow's Parties del 2004, su cui il vicino Steve Albini degli Shellac ha commentato: "La miglior sveglia che abbia mai avuto". Hanno anche suonato in cucine, sui marciapiedi Live Wire e in parcheggi.

## Curiosità
Dominic Howard, batterista del gruppo inglese Muse, ha dichiarato di essersi ispirato proprio ai Lightning Bolt per la composizione del brano Assassin (tratto da Black Holes & Revelations del 2006), volendo riprodurre: "their 'controlled chaotic nature".

## Discografia

### Album
- 1999 - Lightning Bolt
- 1999 - Zone 50-minute companion cassette
- 2001 - Ride the Skies
- 2003 - Wonderful Rainbow
- 2005 - Hypermagic Mountain
- 2009 - Earthly Delights
- 2015 - Fantasy Empire
- 2019 - Sonic Citadel

### Video
- 2003 - The Power of Salad DVD
- 2004 - Pick a Winner